# Monument aux morts de 1914-1918 de Montreuil-sur-Mer
Le monument aux morts de la guerre de 1914-1918 de Montreuil-sur-Mer est un monument aux morts érigé en 1921 à Montreuil-sur-Mer, dans le département du Pas-de-Calais (région Hauts-de-France), en mémoire des soldats de la commune tombés lors la Première Guerre mondiale. Il est inscrit au titre des monuments historiques depuis 2012.

## Localisation
Le monument aux morts est sis sur la place Darnétal. 
Le choix de l'emplacement fut une source de discussion. On écarta la possibilité d'ériger le monument aux morts sur la place Gambetta à cause de la proximité du Monument aux morts de la guerre de 1870. Quant à la Grande Place elle présentait de nombreux inconvénients : l'étendue de la place aurait écrasé le monument de dimension modeste et on jugea difficile la cohabitation du monument avec les diverses activités qui rythmaient la vie de la Grande Place : marchés, foires aux bestiaux, foire de décembre, concours de machines agricoles, fêtes fédérales de gymnastique, cirques. On fit donc le choix de la Place Verte, calme, abritée, arborée, propice au recueillement, aujourd'hui Place Darnétal.

## Historique
Le monument aux morts est inauguré le 23 octobre 1921 sous la présidence d'Edmond Lefebvre du Prey (ministre de l'Agriculture).
Le jour de l'inauguration, on donna lecture de ce poème :
Aux Montreuillois morts pour la Patrie

La mort, en ce temps-là, faisait un rude ouvrage.

Tombant, dru comme épis, sous les coups de la faux, 

Chaque jour s'allongeait la liste des héros

Dont le sang coulait tel l'averse d'un nuage.

Ils mouraient loin des leurs, au milieu du carnage,

Sans qu'à leur cri : Maman ! résonnassent d'échos...

Pour que l'orphelin rie, étouffant leurs sanglots,

Les femmes, au foyer, lui cachaient leur veuvage...

Montreuil, tu traversas ces temps durs et poignants

Marquant la mort de plus de cent de tes enfants ;

Mais ne les pleure pas, ils dorment dans la gloire.

Et le passant, demain, devant le monument

Qui rappelle les deuils mais aussi les victoires,

inclinera très bas la tête en se signant…

J.N.

## Description
Il s'agit d'un groupe sculpté par Henri-Léon Gréber, posé sur un socle, appelé « Reconnaissance » et composé d'une victoire ailée embrassant sur le front un Poilu ainsi que d'une stèle. Celle-ci est sommée des armes de la ville et porte, inscrits, les 108 noms des enfants de Montreuil-sur-Mer morts pour la patrie. Au lendemain de la Guerre (1914-1918), les autorités britanniques font apposées des plaques de marbre sur certaines maisons de la ville, en souvenir de leurs soldats morts à Montreuil-sur-Mer. En 1951, sont ajoutés les noms des 18 morts de la Seconde Guerre mondiale ainsi que ceux des 4 morts à la guerre d'Indochine.
Il fait l’objet, avec sa grille d'enceinte, d’une inscription au titre des monuments historiques depuis le 14 décembre 2012,.